# Bunurong
Le nom Bunurong (également écrit Bunwurrung, Boonwerrung, Boonwerung, Bunurowrung, Boonoorong et Bururong) est celui donné à une langue et à une tribu aborigène du sud-est de l'Australie. Cette tribu aborigène composée de six clans vivait le long de la côte du Victoria, en Australie. Son territoire allait depuis la rivière Werribee, jusqu'au promontoire Wilsons en passant par la péninsule Mornington et le baie Western Port. Ils ont été considérés par les Européens comme la tribu occupant la péninsule Mornington entre les baies de Western Port et de Port Philip. Ils étaient alliés avec d'autres tribus de la nation Kulin qui en comporte quatre: Bunurong, Taungurong, Wathaurung et Woiworung.
Le clan Yalukit-Willam occupait la mince bande côtière de Werribee, à Williamstown, autour de la Mordialloc Creek. Le clan Mayone-bulluk occupait la région l'extrémité de la péninsule Mornington et le sommet de la baie Westernport. Le clan Ngaruk-Willam occupait la région de Dandenong jusqu'à la zone Mordialloc. Le clan Yallock-Bullock occupait la région depuis la rivière Bass jusqu'au côté est de la baie Westernport. Le clan Burinyung-Ballak occupait…. Le clan Yowenjerre occupait la partie la plus à l'est de Bunurong.
Les Bunurongs ont deux totems, Bunjil (l'aigle), leur créateur, et Waarn (le Corbeau), le protecteur des cours d'eau.
Ils ont été très tôt en contact avec les européens et surtout les baleiniers qui venaient chasser dans le détroit de Bass. C'était une tribu de pêcheurs, chasseurs et cueilleurs qui vivaient au bord de l'océan en été, se nourrissant de poissons et coquillages mais aussi chassant les nombreux animaux qui peuplaient la région: wallabies, possums, ibis entre autres et récoltant bulbes, tubercules, rhizomes et plantes. L'hiver ils se réfugiaient plus à l'intérieur des terres vivant dans des huttes et se nourrissant de poissons d'eau douce (anguilles notamment), de champignons et de petits animaux
Derrimut (1810c - 28 mai 1864), un ancien Bunurong, informa les premiers colons européens en octobre 1835 d'une attaque imminente par les clans du groupe Woiwurrung. Les colons s'armèrent et l'attaque put être évitée. Benbow et Billibellary, de la tribu Wurundjeri, prirent également des mesures pour protéger les colons dans le cadre de leur devoir d'hospitalité. Derrimut plus tard fut très déçudu comportement des européens et il est décédé à l'asile Benevolent à l'âge de 54 ans environen 1864. Quelques colons ont érigé une pierre tombale au cimetière général de Melbourne en son honneur.
Comme chez leurs voisins Wurundjeris, la colonisation européenne a un effet dévastateur sur les Bunurongs.On estime que, dans les 27 ans qui ont suivi la création de Melbourne, leur population est passée de 207 individus à 28. Beaucoup sont morts de maladies européennes, la nourriture étant devenue plus rare, ils furent chassés de leurs terres pour les mettre en pâturage, et leur taux de natalité a chuté. Certaines de leurs femmes, comme Louisa Briggs, ont été enlevées par des baleiniers et les chasseurs de phoques dans le détroit de Bass pour travailler comme esclaves.
Quelques survivants s'installèrent finalement en 1863 à la Coranderrk Aboriginal station près de Healesville, avec des aborigènes de tribus voisines, en particulier Wurundjeris. Coranderrk a été fermé en 1924 et ses occupants transférés à lac Tyers au Gippsland.
Depuis 2005, les Bunurongs sont représentés par le Bunurong Land Council. Ils sont également reconnus par le parc national maritime des Bunurongs.